# Latourell Falls

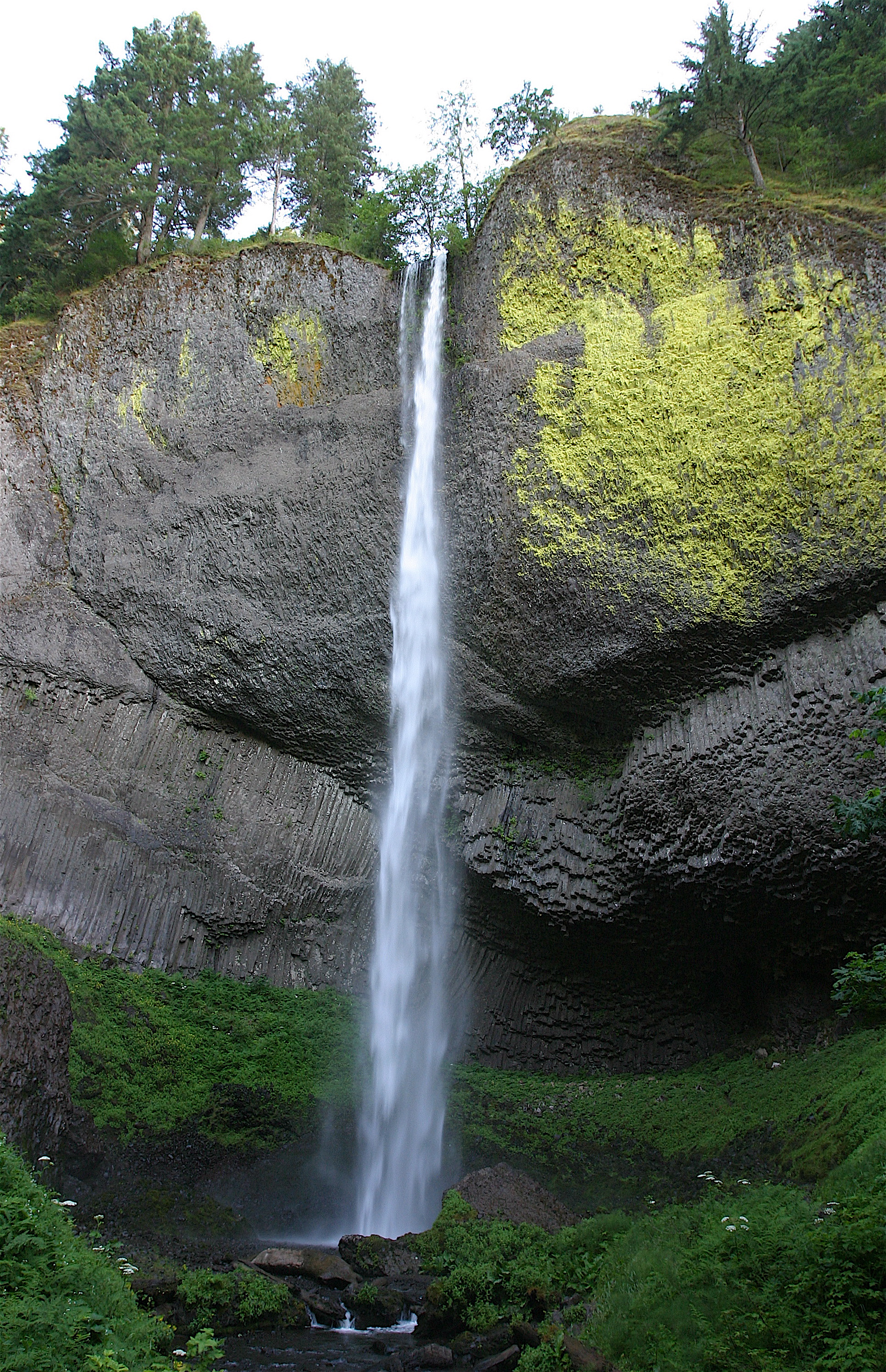
Latourell Falls im Guy W. Talbot State Park

Der Latourell Falls ist ein Wasserfall des Latourell Creek im Multnomah County im US-Bundesstaat Oregon. Der Fall liegt im Guy W. Talbot State Park am Historic Columbia River Highway und ist der erste Fall, den Besucher der Columbia River Gorge von Westen kommend erreichen. Der Wasserfall hat 75 m Fallhöhe und stürzt in freiem Fall über eine moosbewachsene Klippe aus Säulenbasalt. Der Fall wurde nach Joseph Latourell benannt, einem Pionier aus dem 19. Jahrhundert, der 1887 als Postmeister im Rooster Rock Post Office genannt wird. 1929 wurde das den Wasserfall umgebende Land dem Staat geschenkt, der daraufhin den State Park gründete.
Der Latourell Creek entspringt am Larch Mountain, durchfließt das George W. Joseph State Natural Area mit den 37 m hohen Upper Latourell Falls, fließt durch den nördlich angrenzenden Guy W. Talbot State Park, fließt zusammen mit dem aus dem Shepperd’s Dell State Park kommenden Young’s Creek und mündet im Rooster Rock State Park in den Columbia River.